# Quando a Neve Começa a Derreter
Snowdrops é um romance do escritor inglês Andrew D. Miller publicado pela primeira vez em 2011 e que foi incluido na lista final do Man Booker Prize de 2011.

## Resumo
O rol de acontecimentos passa-se em grande medida em Moscovo em meados da década iniciada em 1990 e é narrado na primeira pessoa pelo protagonista, Nicholas, um advogado inglês da área de empresas e contratos empresariais, cujo Gabinete de advogados para quem trabalha tem sede também em Moscovo.
Nicholas envolve-se com duas jovens russas, Masha, com quem ele se relaciona romanticamente, e Katya que é uma amiga da primeira. Esta ligação e o seu trabalho arrastam Nicholas para o submundo russo, com uma trama que se desenrola em torno dele e o envolve. O romance é escrito num estilo confessional, levando até ao embuste em que Nicholas participa quase sem querer.
Miller tem descrito Snowdrops como um " thriller moral", porque o leitor sabe que algo ruim vai acontecer, mas não sabe exatamente o quê.

## Tema
Segundo a página do Man Booker Prize,
"Snowdrops de A.D. Miller é um drama psicológico fascinante que se desenrola ao longo de um inverno em Moscovo, em que a bússola moral de um jovem inglês saltita com as oportunidades sedutoras que se lhe revelam por uma nova Rússia: uma terra de hedonismo e desespero, de corrupção e bondade, de dachas mágicas e discotecas libertinas; um lugar onde os segredos – e corpos – vêm à luz apenas quando a neve amontoada começa a derreter...
Snowdrops é uma história arrepiante de amor e de queda moral: da corrupção, por uma sociedade corrupta, de um homem corruptível. É tenso, intenso e tem uma dinâmica tão irresistível para o leitor como o perigo moral que primeiro encanta, e depois ameaça atormentar o seu narrador."

## Recepção
O livro recebeu críticas geralmente positivas, tendo John O'Connell no The Guardian referido que a dada altura Nicholas diz de Masha que ela acreditava que "as pessoas e as suas ações eram de certa forma separadas – como se pudéssemos esquecer e enterrar o que quer que tenhamos feito. Snowdrops é uma réplica moral correta a essa atitude; um poderoso aviso do perigo de se olhar para algo durante tão tempo que deixamos de atender ao que estamos a ver"

## Edições em português
A. D. Miller, Quando a Neve Começa a Derreter, Civilização Editora, 2011, 208 p., ISBN 978-972-26-3298-0